# Bomberman Blast
Bomberman Blast est un jeu vidéo d'action développé et édité par Hudson Soft. Le jeu est disponible depuis 2008 en téléchargement sur WiiWare en Europe, en Amérique du Nord et au Japon. Il est également sorti la même année en version physique au Japon uniquement.

## Système de jeu
Le gameplay de Bomberman Blast est similaire à la plupart des précédents opus de la série Bomberman. En effet, le joueur prend le contrôle d'un personnage sur un plateau de jeu et doit déposer des bombes pour détruire des obstacles ou pour éliminer d'autres joueurs. Le jeu propose un multijoueur jouable jusqu'à huit joueur sur la même console ou en ligne à l'aide de la connexion Wi-Fi Nintendo.
Cet opus propose de nouveaux objets qui ne sont jamais apparus dans la série auparavant, soit une fusée qui propulse le joueur dans les airs afin d'éviter les explosions, un déguisement de bombe pour désorienter les autres joueurs et un bouclier pour se protéger des explosions. Le joueur, lorsqu'il obtient ces objets, peut les activer en secouant la Wiimote ou, s'il utilise une manette de GameCube, en appuyant sur les gâchettes L et R,,.
La version physique du jeu, qui est seulement commercialisée au Japon, propose en plus un mode histoire composé d'un total de 39 niveaux différents. Cette version inclut également un mode pour les débutants qui permet aux joueurs d'apprendre les mécanismes du jeu.

## Développement
Hudson Soft annonce en octobre 2007 la sortie prochaine sur la plate-forme de téléchargement WiiWare d'un nouvel opus de la série Bomberman. Le jeu est présenté avec une démo jouable au salon américain PAX en août 2008 et il est officiellement annoncé quelques jours plus tôt par la branche américaine de Hudson Soft sous le nom de Bomberman Blast,. À l'occasion de la sortie nord-américaine du jeu, Hudson Soft organise plusieurs tournois en ligne, dont le premier concordant avec le jour de sa sortie,.
Bomberman Blast devient disponible en téléchargement sur Wii à partir de la plateforme WiiWare le 12 septembre 2008 en Europe et le 29 septembre 2008 en Amérique du Nord,. Au Japon, il sort d'abord en format physique le 25 septembre 2008 avant de devenir disponible en téléchargement le 30 septembre 2008[réf. nécessaire].

## Accueil
Bomberman Blast reçoit un accueil très positif de la presse spécialisée. Il totalise un score de 86 % sur Metacritic sur la base de huit critiques. 
IGN déclare que, bien que peu innovant, le jeu est très amusant et a un bon rapport qualité-prix. Pour sa part, Eurogamer trouve le prix un peu trop élevé. IGN remarque que le jeu en ligne fonctionne très bien et sans ralentissements, mais souligne quelques problèmes d'ergonomie, notamment l'utilisation d'un code différent du système de code ami de la Wii et l'impossibilité de faire marche arrière une fois avoir choisi une carte de jeu. Il considère malgré tout ces problèmes comme étant mineures. Eurogamer soulève les mêmes problèmes, mais est lui aussi satisfait du mode en ligne, remarquant également que le jeu ne souffre pas de ralentissements. IGN loue la grande quantité de modes de jeux et d'options qu'offre le titre et trouve ses graphismes satisfaisants. Selon lui, le jeu a « beaucoup de personnalité dans son ensemble. » Dans une liste établie le 19 juillet 2011, IGN classe Bomberman Blast 15e meilleur jeu de la plate-forme WiiWare.